# Let’s Make It Legal
Let’s Make It Legal ist eine US-amerikanische Filmkomödie von Richard Sale aus dem Jahr 1951. In Deutschland ist der Film, in dem Marilyn Monroe eine kleine Rolle innehat, bisher nicht erschienen.

## Handlung
Miriam und Hugh stehen nach ihrem Trennungsjahr kurz vor der Scheidung, die um Mitternacht rechtskräftig wird. Sie ging von Miriam aus, die sich von ihrem geradezu spielsüchtigen und pflanzenbesessenen Mann vernachlässigt fühlte. Hugh lebt nun schon lange in einem Hotel, während Miriam noch mit ihrer Tochter Barbara, deren Mann Jerry und deren gemeinsamer kleinen Tochter zusammenwohnt. Vor allem Barbara genießt es, dass ihre Mutter die Ehefraurolle für Jerry übernimmt, ihm die Kleidung näht und sich um ihre Enkeltochter kümmert. Jerry jedoch würde gerne einen eigenen Hausstand gründen, fügt sich jedoch Barbaras Argument, dass Miriam in der Zeit der Trennung zu sehr leiden würde, wenn sie allein leben müsste. Barbara hofft, dass Miriam erneut mit Hugh zusammenkommt – am besten noch vor Mitternacht, damit die Scheidung erst gar nicht rechtskräftig wird. Während Hugh gerne zu seiner Frau zurückziehen würde und versucht, erneut zarte Bande zu knüpfen, denkt Miriam gar nicht daran, sich die ersehnte Freiheit kurz vor dem Ziel nehmen zu lassen.
In der Stadt erscheint der Millionär Victor, der Aussicht auf einen hohen Posten in der Politik hat. Er war vor 20 Jahren mit Miriam zusammen und verschwand plötzlich, als sie und Hugh ein Paar wurden. Nun, da Miriam kurz vor der Scheidung steht, will Victor sie zurückerobern, wobei er – sehr zu Barbaras Unwillen – von Jerry unterstützt wird. Mitternacht geht vorbei und die frisch geschiedene Miriam stürzt sich mit Victor ins Nachtleben. Da sie mit Hugh um 20 Dollar gewettet hat, dass sie Victor heiraten wird, willigt sie konsequenterweise auch in Victors Heiratsantrag ein. Schon kurz nach der Hochzeit müsste sie ihm nach Washington, D.C. folgen, wo ihm sein politischer Posten zugeteilt wird. Victor jedoch wird bereits in der Nacht vor der Hochzeit nach Washington gerufen und Miriam drängt ihn, ihr endlich zu sagen, warum er sie damals so überstürzt verlassen hat: Victor und Hugh hatten um sie gewürfelt und Hugh sie „gewonnen“. 
Voller Zorn auf Hugh kehrt sie heim und schwört, seine geliebten Rosenpflanzen zu zerstören. Als Hugh diese daraufhin nachts heimlich ausgräbt, wird er verhaftet, Miriam muss ihn von der Wache abholen, wird von der Presse als zukünftige Ehefrau des Millionärs Victor auf der Wache fotografiert und produziert so einen Skandal, der Victor das zukünftige politische Amt kosten könnte. Als Victor sie telefonisch mit Vorwürfen überschüttet und verlangt, dass sie erst nach Washington komme, wenn sich die Aufregung gelegt hat, trennt sie sich noch am Telefon von ihm. Hugh wiederum wirft sie vor, sie nie geliebt zu haben, weil er beim Würfeln um sie auch ihren möglichen Verlust in Kauf genommen hätte. Als Hugh ihr beweist, dass die Würfel vor 20 Jahren so manipuliert waren, dass er in jedem Fall gewonnen hätte, versöhnen sich die beiden.

## Produktion
Let’s Make It Legal entstand nach der Erzählung My Mother-in-Law, Miriam von Mortimer Braus. Der Film erlebte am 23. Oktober 1951 seine Uraufführung.
Marilyn Monroe ist in wenigen Szenen als Model Joyce zu sehen, das sich Millionär Victor angeln möchte und dabei von Hugh unterstützt wird. Robert Wagner hatte im fünften Film seiner Karriere hier seine erste größere Rolle inne.

## Kritik
Frank Quinn vom New York Daily Mirror befand, dass Claudette Colbert komisches Talent habe. „Doch auch sie kann Let’s Make It Legal nicht so unterhaltsam gestalten, wie man es erhofft hatte. Solange sie die Leinwand beherrscht, hat die Komödie Schwung, aber sobald ihre Partner am Zuge sind, tritt sie auf der Stelle.“ Quinn kritisierte zudem, dass der Film „unter einem schwachen Drehbuch und unglaubwürdigen Figurenzeichnungen“ leide.